# Sunway TaihuLight
Sunway TaihuLight (на китайски: 神威·太湖之光) е суперкомпютър, разработен в Китай. На 20 юни 2016 г. той надминава Tianhe-2, също китайски, с резултат 93 PFLOPS в теста за производителност LINPACK. Sunway TaihuLight става най-бързият суперкомпютър в света по това време, докато не е надминат от северноамерикански суперкомпютър на 8 юни 2018 г. Sunway TaihuLight е кръстен на езерото Тайху до Уси. Суперкомпютърът е разположен в Националния център за суперкомпютри в Уси и се управлява от Университета „Цинхуа“.
Sunway TaihuLight е първият суперкомпютър, проектиран от континентален Китай, който не използва основни продукти от северноамерикански компании като „Интел“ и е на първо място в TOP500. Използва операционната система Sunway RaiseOS 2.0.5, базирана на ядрото „Линукс“.